# İmdat Sütlüoğlu
İmdat Sütlüoğlu (* 1953 in Ardeşen) ist ein türkischer Ökonom, Betriebswirtschaftler, Politiker und ehemaliger Umweltminister und Bürgermeister.

## Leben
Er absolvierte die Marmara-Universität (Bereich Betriebswirtschaft). Seinen Master schrieb Sütlüoğlu an der Karadeniz Teknik Üniversitesi. Er arbeitete als Experte für Förderung und Anlagen am staatlichen Planungsinstitut sowie als Inspekteur des Arbeitsministeriums.İmdat Sütlüoğlu war Generaldirektor der AKFA Çay AG und der RİSAŞ AG. Er war Präsident des Führungsgremiums der SÜTAŞ AG. Sütlüoğlu war Bürgermeister seiner Geburtsstadt, Gründungspräsident des Vereins für Teeindustrielle sowie Mitglied der Fachkommission für Tee am staatlichen Planungsinstitut. Er war Mitglied der Umweltorganisation der an das Schwarzmeer angrenzenden Staaten.
İmdat Sütlüoğlu war Abgeordneter der Adalet ve Kalkınma Partisi (AKP) für die Provinz Rize in der 22. Legislaturperiode der Großen Nationalversammlung der Türkei. In der 58. Regierung (Kabinett Gül) war er Umweltminister.
İmdat Sütlüoğlu ist verheiratet und Vater von vier Kindern.